# Beckov (okres Nové Mesto nad Váhom)
Beckov je obec na Slovensku v okrese Nové Mesto nad Váhom. V obci je památková zóna. Žije zde přibližně 1 400 obyvatel.

## Poloha
Vesnice leží na úpatí Považského Inovce, asi 7 km severovýchodně od Nového Mesta nad Váhom.
Nedaleko od obce vede slovenská dálnice D1.

## Historie
První písemná zmínka o obci pochází z roku 1208 a má souvislost se zdejším hradem.
Ve 14 . století byly kolem vesnice vybudovány mohutné hradby, které ji propojily v jeden celek s hradem. Velké úseky hradeb dosud stojí.

## Památky

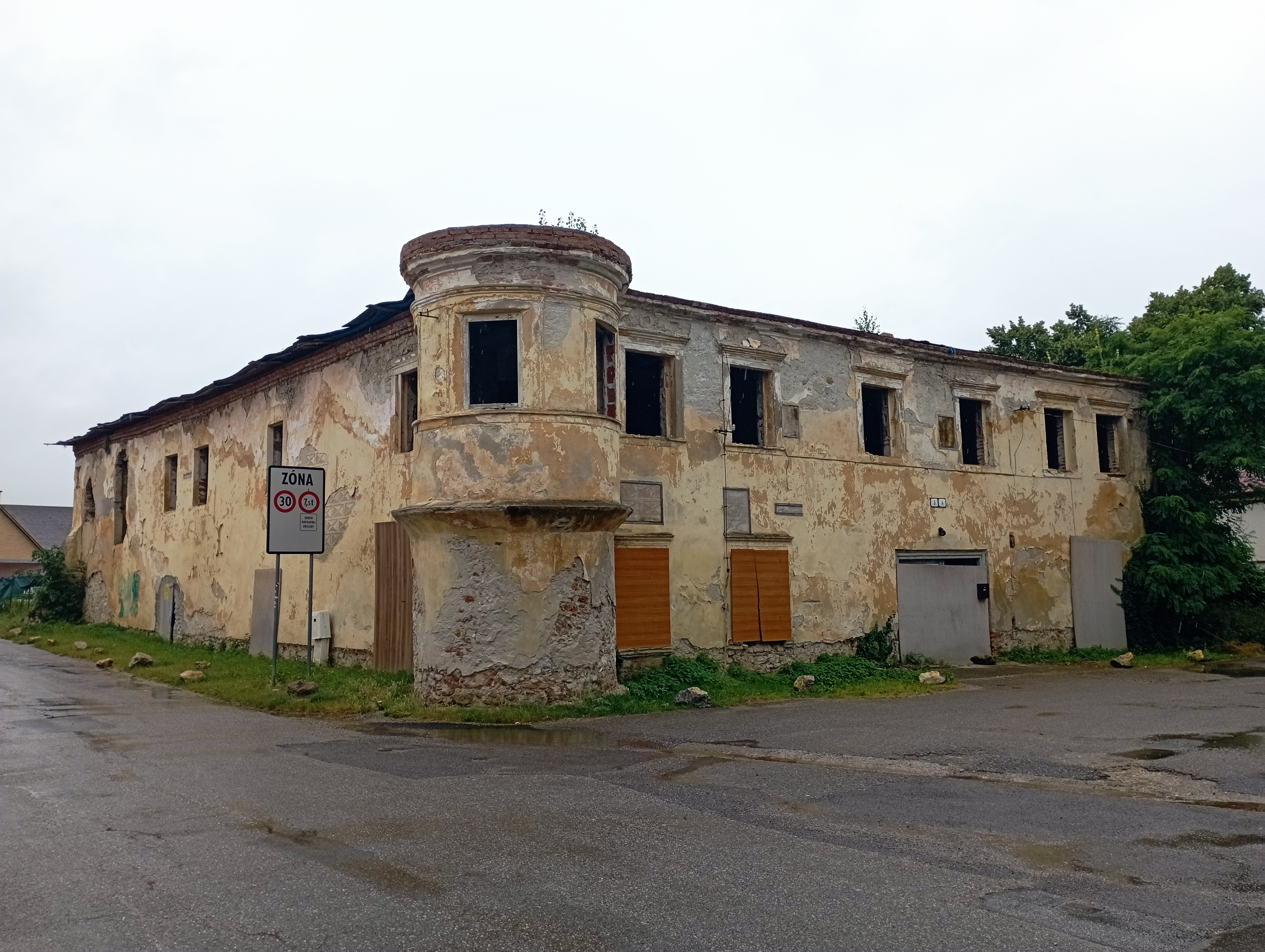
Kurie Dubnických v havarijním stavu (červenec 2022)

Nejvýznamnější historickou památkou, turistickou atrakcí a zároveň hlavní dominantou je zřícenina hradu Beckov, která se majestátně tyčí na 60metrové skále nad obcí. Hradní skála je chráněna coby přírodní památka Beckovské hradné bralo. Další přírodní památka v katastrálním území obce je Beckovská skalka V katastru obce jsou také dvě přírodní rezervace Sychrov a Beckovské Skalice. Kromě hradu se v této poměrně malé obci nacházelo poměrně velké množství tzv. kurií, jakýchsi významnějších budov nebo zemanských sídel: kúria Dubnických, Ambrovcov, bývalý starobinec a sirotčinec.
Je zde barokní františkánský klášter, u kterého je kostel sv. Josefa Pěstouna.

## Slavní rodáci
- Dušan Čikel – slovenský atlet, fotbalista a trenér
- Jozef Miloslav Hurban – slovenský spisovatel, novinář a politik
- Ladislav Medňanský – malíř
- Dionýz Štúr – slovenský geolog a paleontolog

## Fotografie

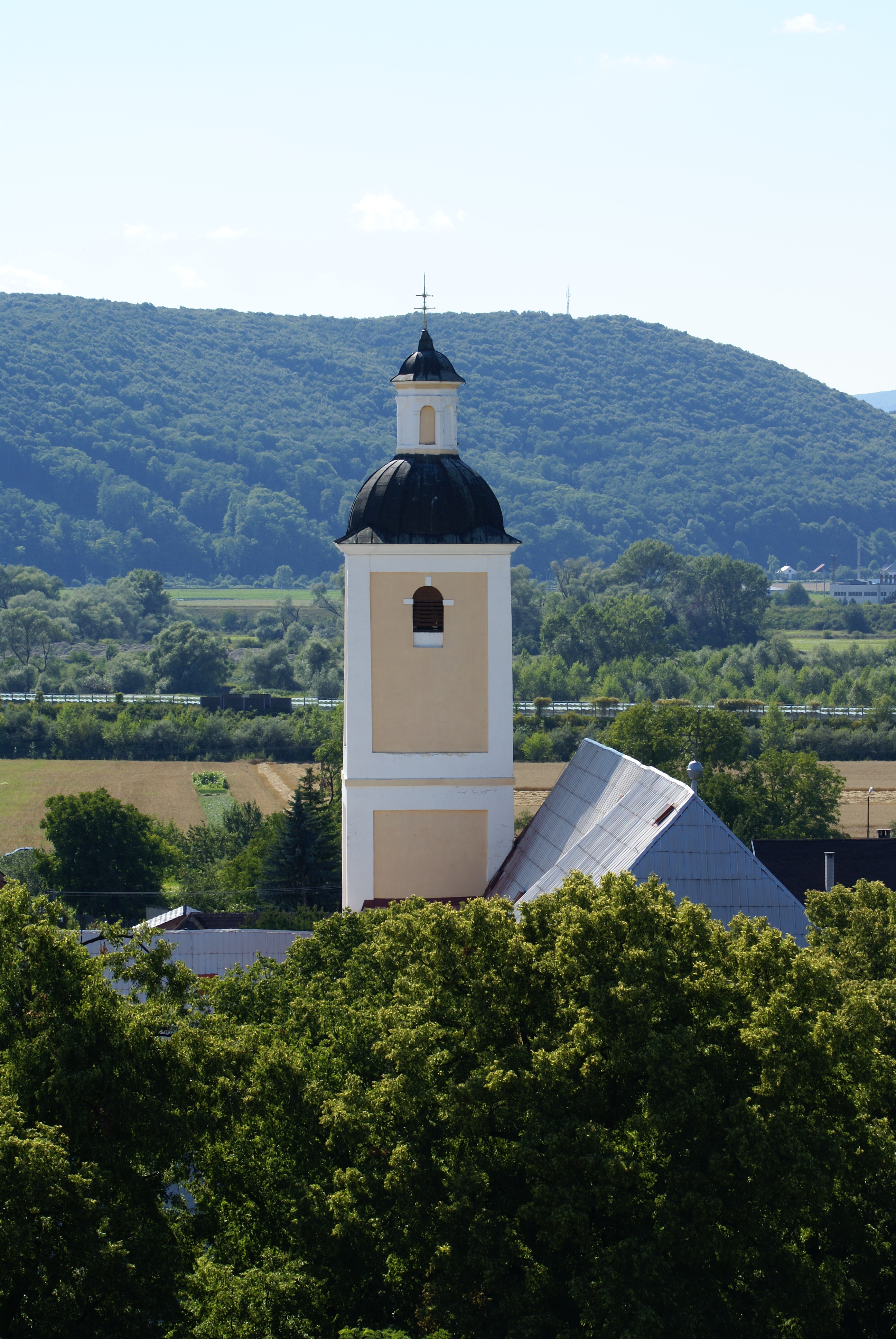
Věž kostela z hradu